# Slow media

Le Slow media (ou médias doux) est une locution anglaise désignant la revendication du droit à la lenteur pour la presse écrite et audiovisuelle, ainsi que d'un idéal de travail au plus près des valeurs du métier de journaliste, plus artisanal qu'industriel.
Entre concept et mouvement, le Slow media affirme que la presse n'est pas une production comme une autre, que la qualité et l'intérêt du journalisme peut passer par le fait de prendre le temps, dans le choix et le traitement des sujets, et nécessite un processus de création/production qui replace au centre du travail du journaliste le projet de la presse. Face au délaissement des médias traditionnels et à la crise de la presse, il plaide la sortie de la spirale de l'urgence et d'un mode de production trop axé sur le court-terme.

## Slow: lenteur et qualité
La revendication de la lenteur (slow movement en anglais) est une préoccupation qui touche toute une série d'activités humaines. Elle a sa journée internationale, le 21 juin. Le terme « Slow Media » est un décalque empruntant aux mouvements « Slow », en particulier Slow Food (qui promeut la cuisine régionale de qualité) ou Cittaslow (villes qui s'engagent à ralentir le rythme de vie de leurs citoyens). 
En cela, le Slow media allie l'idée de « refus de l'urgence » à celle de « circuit court », c'est-à-dire de retisser le lien entre les journalistes et leurs publics, qu'il s'agisse d'une « relocalisation de la production » ou même d'une tendance au « localisme ». Plus généralement, le Slow media porte une réflexion autour des notions de « prix », de « valeur », et de « production » de l'information. C'est, pour la nourriture, explicitement ce que revendique le mouvement Slow Food, lorsqu'il écrit par exemple, sous la plume de son fondateur Carlo Petreni : « Je ne vous apprendrai rien en vous disant que l’immense majorité des aliments qui circulent aujourd’hui dans le monde est considérée […] comme une simple marchandise. Elle voyage à travers le globe comme les autres marchandises, perdant ses attaches avec tout contexte territorial et humain. À la fin, cette «communauté de goût» se reflète aussi sur les systèmes de la nourriture locale. Désormais, la nourriture ne vaut que pour ce qu’elle coûte. » Pour la médias, la démarche est également éditoriale, les adepte du « Slow Media » revendiquant le droit à une information lente et de qualité, à l'heure de l'instantanéité, notamment sur le web. Dans son livre "Les journalistes n'ont pas lu Darwin", William Buzy évoque ce phénomène comme un moyen « d'analyser l'information, de la donner à comprendre. De prendre un recul que les médias traditionnels ne prennent jamais ».

## Évolution du concept
Le terme de Slow media apparaît sporadiquement au tournant des années 2000, d'abord en tant que concept marketing très ciblé, utilisé par certaines publications pour parler d'elles-mêmes. Mais il s'autonomise progressivement, et se rencontre dans des articles grands publics depuis les années 2008-2009 pour évoquer une tendance, ancienne mais récemment mise en avant, de certains médias à demander de ralentir et prendre le temps (en). Il est initialement employé, surtout dans le monde anglo-saxon, par opposition à un monde numérique. Mais il recèle de plus en plus une autre idée que celle de la seule "lenteur", comme l'ont souligné les Assises du journalisme en 2010 : le Slow media vise la qualité de l'information, à partir d'un "choix réfléchi des ingrédients et de la préparation concentré".
C'est en 2010 qu'est créé un site internet allemand consacré à cette question. Il propose un manifeste (repris dans les médias anglo-saxons, mais aussi en France, au Canada ou en Suisse) qui définit les Slow Media en 14 points : ils 1/ contribuent à la pérennité 2/ promeuvent le « monotasking » 3/ visent le perfectionnement 4/ rendent la qualité palpable, 5/ encouragent les « prosommateurs » 6/ sont discursifs et alimentent les conversations 7/ sont des médias sociaux 8/ respectent leurs usagers 9/ se diffusent par la recommandation 10/ sont intemporels 11/ ont une aura, 12/ sont progressistes et non réactionnaires 13/ reposent sur la qualité et 14/ cherchent la confiance et ont besoin de temps pour devenir crédibles.
Aux États-Unis, le magazine Delayed Gratification (en), fondé en 2011, se revendique du mouvement slow media,. 
En France, le Slow media n'est pas au départ un mouvement revendiqué, mais plutôt un concept, auxquels sont rattachés, par certains observateurs, des revues comme XXI, née en 2008, ou Feuilleton, née en 2011, des journaux indépendants comme Le Tigre, des médias alternatifs comme Le 4ème singe ou des projets de presse plus largement financés, comme France Culture papiers (éditée par la radio nationale du même nom en lien avec Bayard presse). Ce n'est qu'en 2013 que le mensuel provençal le Ravi lance un appel à oser le Slow Media. Le pure player Le Quatre Heures, lancé en 2013, s'inscrit également dans cette tendance en proposant un long reportage par mois. De même, la lettre d'information Brief.me, lancée en 2014, qui offre un résumé quotidien des principaux faits d'actualité, ou le média épistolaire indépendant La Disparition.